# James P. Pigott

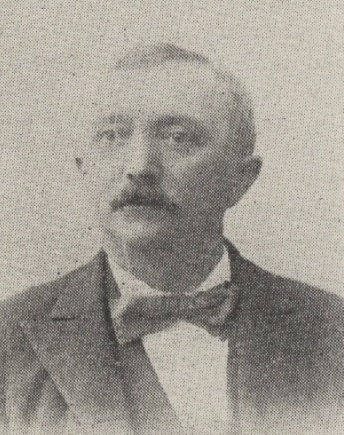
James P. Pigott

James Protus Pigott (* 11. September 1852 in New Haven, Connecticut; † 1. Juli 1919 ebenda) war ein US-amerikanischer Politiker. Zwischen 1893 und 1895 vertrat er den zweiten Wahlbezirk des Bundesstaates Connecticut im US-Repräsentantenhaus.

## Werdegang
James Pigott besuchte die öffentlichen Schulen seiner Heimat und studierte danach bis 1880 am Yale College unter anderem Jura. Nach seiner im gleichen Jahr erfolgten Zulassung als Rechtsanwalt begann er in New Haven in seinem neuen Beruf zu arbeiten. Noch vorher war er zwischen 1881 und 1884 Ratsschreiber (City Clerk) der Stadt New Haven gewesen.
Pigott wurde Mitglied der Demokratischen Partei. In den Jahren 1885 und 1886 saß er als Abgeordneter im Repräsentantenhaus von Connecticut. Sowohl 1888 als auch im Jahr 1900 war Pigott Delegierter zu den jeweiligen Democratic National Conventions. Bei den Kongresswahlen des Jahres 1892 wurde er im zweiten Distrikt von Connecticut in das US-Repräsentantenhaus in Washington, D.C. gewählt, wo er am 4. März 1893 die Nachfolge von Washington F. Willcox antrat. Da er bereits bei den folgenden Wahlen im Jahr 1894 gegen den Republikaner Nehemiah D. Sperry unterlag, konnte er bis zum 3. März 1895 nur eine Legislaturperiode im Kongress absolvieren.
Nach seinem Ausscheiden aus dem US-Repräsentantenhaus arbeitete James Pigott wieder als Anwalt. Er starb am 1. Juli 1919 in seinem Geburtsort New Haven.